# Старичков переулок
Старичков переулок — улица в исторической части Калуги, проходит от улицы Ленина до улицы Луначарского. Протяжённость улицы около 220 м.

## История
Улица запланирована на градостроительном плане Калуги 1778 года.
Первоначальное название — Фурсова, с 1866 года — Старичковский переулок, название дано в память русского военнослужащего С. А. Старичкова (†1805), семья которого после его смерти получила дом на этой улице.
С установлением советской власти получила имя видного деятеля Советской России Моисея Урицкого (1873—1918).
Историческое название, в несколько изменённом виде, было возвращено улице в 1991 году. При смене информационных табличек на домах улицы в 2000 годах улица превратилась в переулок Старичков

## Достопримечательности

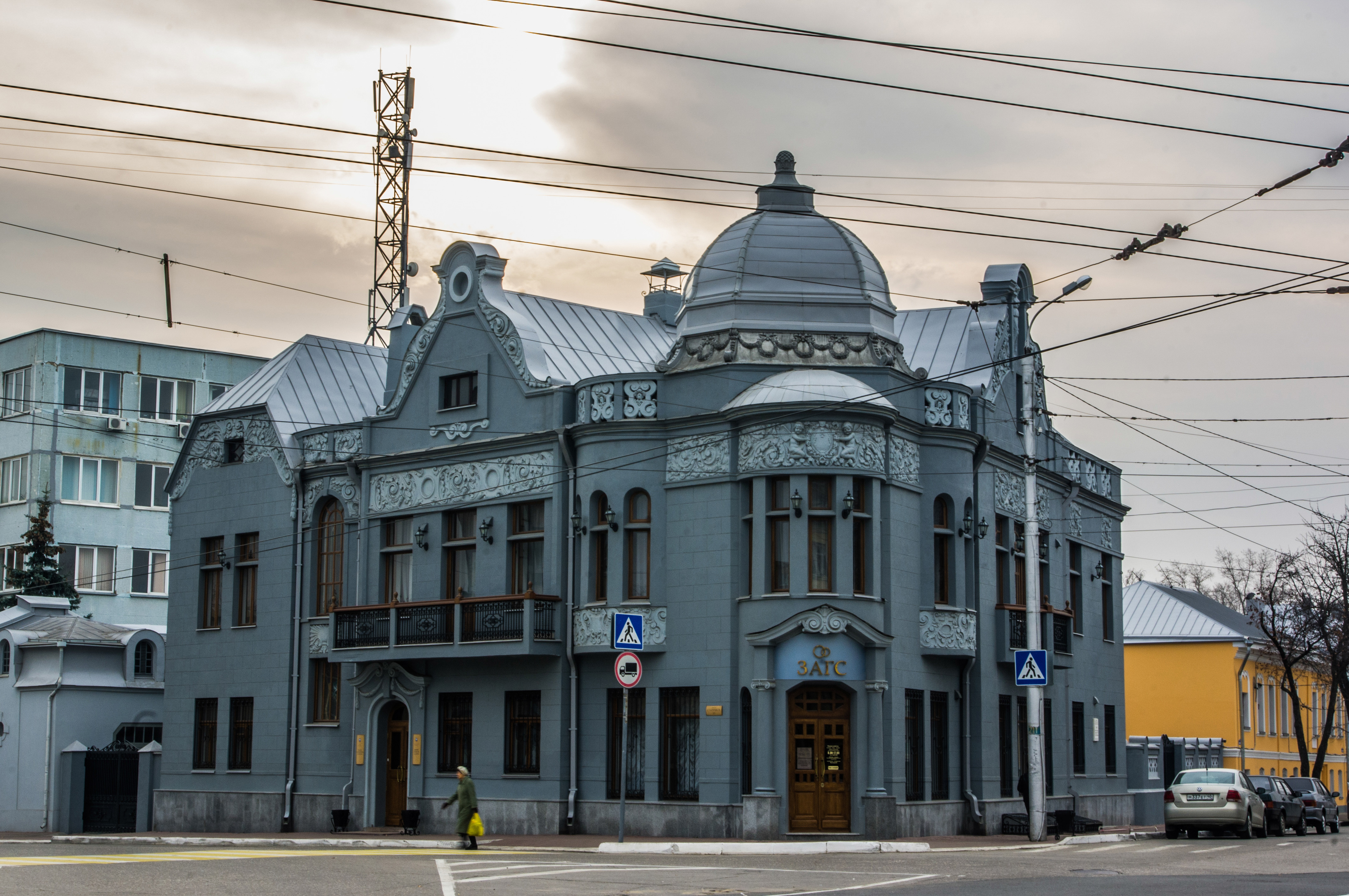
Дом Теренина

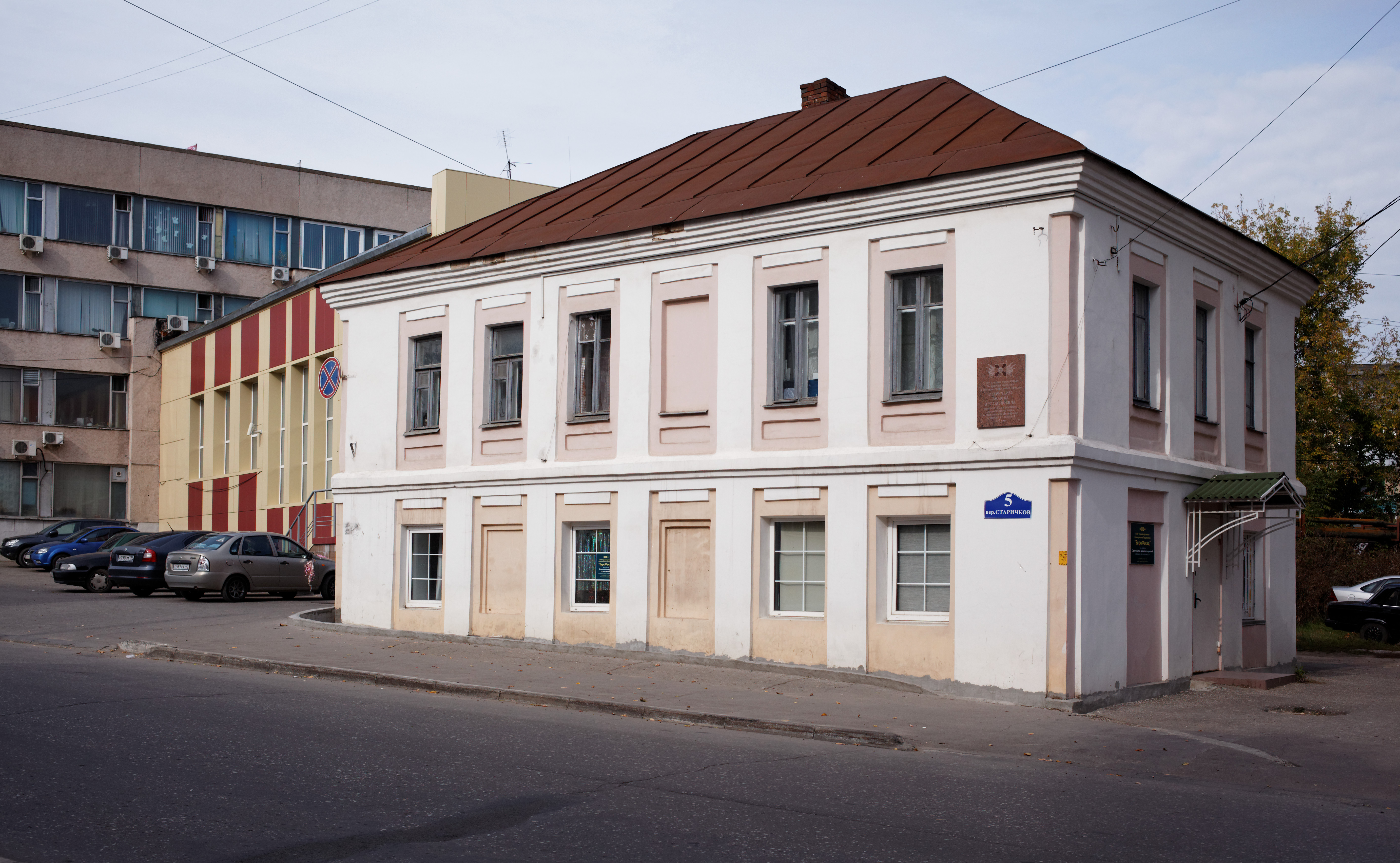
Дом Старичкова

д. 2 — Усадьба Теренина
д. 4 — Жилой дом
д. 5 — Дом Старичкова
д. 7 — Жилой дом
д. 14 — Жилой дом
д. 14а — Жилой дом